# Eiler Hardenberg
Eiler Hardenberg, född 1505, död 1565, var en dansk länsman.
Hardenberg fick 1530 i förläning den biskopliga borgen Dragsholm och försvarade den tappert 1535 under grevefejden. Han blev 1543 riksråd och var 1544-51 länsman på Gotland.
Hardenberg blev därefter hovmästare hos tronföljaren, prins Fredrik, samt 1554 länsman på Malmöhus, där prinsen uppehöll sig. 
Då denne 1559 blev konung, blev Hardenberg rikshovmästare och ledde april-oktober 1562 en beskickning till Ryssland, men föll kort därefter i onåd, avskedades 1565 och miste alla sina län. 